# OOPARTS (旬のアルバム)
OOPARTS（オーパーツ）は、日本の音楽ユニットである旬のコンピレーション・アルバム。1994年5月25日にディスクユニオン内レーベルDIW/SYUNから発売された。

## 概要
1984年から1987年にかけて発表された『旬I』・『旬II』・『旬III』・『旬IV』のコンピレーションであり、4作品分の楽曲が全て収録されている。
収録曲が作られた当時はサンプリング・マシンが高価だったため、楽曲は代用品として平沢進が制作した「ヘヴナイザー」によって編集されている。アルバム名は、サンプリング・マシンが普及した現代では旬から目新しさやショックは消えてしまい、何らかの価値をこじつけるために当時あるはずのないサンプリング音楽という意味を込めてオーパーツと名付けられている。
ディスクユニオン内レーベルDIW/SYUN設立後、P-MODELのライブ・アルバム『PAUSE』と共にこのアルバムが初リリースとなり、発売当時は2タイトルを同時購入することで特典としてP-MODELの非売品シングル『demo』を受け取ることができた。

## 楽曲解説
1778-1985
1985年にリリースされたP-MODELのアルバム『KARKADOR』にてセルフカバーされている。
2023年、『平沢進+会人(EJIN)』のライブ「HYBRID PHONON 2566」にて新たなアレンジを加えて演奏された。
TABLE BEAT [responce version]
ボーカルは平沢ではなく松田融児が務めている。
TABLE BEAT [paradime version]
ボーカルは平沢ではなく松田融児が務めている。
LOCATION
「I-Location」のリアレンジ。
SHUN II
「1778-1985」のリアレンジ。

## 収録曲
| #  | タイトル                          | 作詞 | 作曲 | 初期リリース | 時間 |
| -- | --------------------------------- | ---- | --- | ------------ | ---- |
| 1. | 「I-Location」                    |      | 平沢進・神尾明朗・辻谷朱美・Iwao Asama                                                                  | 旬I          | 4:51 |
| 2. | 「Conditioning Cycle」            |      | 平沢進・神尾明朗・辻谷朱美・Iwao Asama                                                                  | 旬I          | 5:05 |
| 3. | 「1778-1985」                     |      | 平沢進・松田融児・中野テルヲ                                                                            | 旬II         | 5:42 |
| 4. | 「TABLE BEAT [responce version]」 |      | 平沢進・松田融児                                                                                        | 旬III        | 4:47 |
| 5. | 「TABLE BEAT [paradime version]」 |      | 平沢進・松田融児                                                                                        | 旬III        | 4:39 |
| 6. | 「LOCATION」                      |      | 平沢進・関弘美・Shuichi Sugawara・Shigeo Motojima・松田融児 ・The old man, who was on the way to IWATE. | 旬IV         | 4:08 |
| 7. | 「SIPHON」                        |      | 平沢進・関弘美・Shuichi Sugawara・Shigeo Motojima・松田融児 ・The old man, who was on the way to IWATE. | 旬IV         | 6:00 |
| 8. | 「SHUN II」                       |      | 平沢進・関弘美・Shuichi Sugawara・Shigeo Motojima・松田融児 ・The old man, who was on the way to IWATE. | 旬IV         | 4:35 |
| 9. | 「PAE」                           |      | 平沢進・関弘美・Shuichi Sugawara・Shigeo Motojima・松田融児 ・The old man, who was on the way to IWATE. | 旬IV         | 3:34 |

## 参加ミュージシャン
- 平沢進 - 旬I (ボーカル、ヘヴナイザー)、旬II、旬III (ドラムセット、アコースティック・ギター、エレクトリック・ギター、キーボード、ボイス、効果音、ノイズ)、旬IV
- 神尾明朗 - 旬I (テープ、パーカッション)
- 辻谷朱美 - 旬I (ボーカル、シンセサイザー)
- Iwao Asama - 旬I (アトモスフィア)
- 松田融児 - 旬II・旬III (リズム、調整、エレクトリック・ギター、キーボード、メインボーカル、効果音)、旬IV
- 中野テルヲ - 旬II
- Shuichi Sugawara - 旬IV
- Shigeo Motojima - 旬IV
- The old man, who was on the way to IWATE. - 旬IV